# Традиционална култура Срба у Српској Крајини и у Хрватској
Традиционална култура Срба у Српској Крајини и Хрватској, назив је изложбе коју је приредио и поставио Етнографски музеј у Београду 2000. године и назив студијског каталога који је пратио ту изложбу и објављен на 216 страна, формата 21x21 cm у тиражу од 500 примерака.

## Изложба
Изложба је организована у циљу упознавања шире јавности са традиционалним наслеђем, као и неговања и очувања културног и националног идентитета Срба из Далмације, Лике, Горског котара, Кордуна, Баније, Жумберка, Славоније, западног Срема и Барање.
На тој изложби је приказан етнографски материјал из 19. и 20. века који осветљава економске карактеристике, развој кућа и становања, карактеристике текстилне индустрије и одеће, као и неке изразите друштвене и духовне карактеристике. Изложени материјал не даје само слику националног живота и културе у 19. и 20. веку, већ документује и вишевековно постојање и културу Срба у Хрватској.

## Каталог
У каталогу атељеа објављени су следећи текстови, са много цртежа и црно-белих и колор фотографија:
- Др. Ђорђе Јанковић: „Средњовековна култура Срба на граници са Западном Европом“,
- Андреј Вујновић: „Кратки преглед историје Срба на подручју данашње Републике Хрватске“,
- мр Слободан Милеуснић: „Кратак преглед историје Српске православне цркве на тлу Крајине и Хрватске“,
- Др. Јован Илић: „Број и територијални размештај Срба у Српској Крајини и Хрватској. Протеривање Срба са тих простора“,
- Велибор Стојаковић: „Одлике традиционалне привреде код Срба у Хрватској, Славонији и Далмацији од краја 18. до почетка 20. века“,
- Зоран Родић: "Развој кућа и становања у српским етничким срединама у Крајини и Хрватској",
- Др. Братислава Владић-Крстић: „Текстилно занатство Срба у Српској Крајини и Хрватској“,
- Вјера Медић: "Српска народна ношња у Далмацији, Лици, Банији и Кордуну",
- Вера Шарац-Момчиловић: "Српске народне ношње у Славонији, Барањи и западном Срему",
- мр. Славица Гароња-Радованац: „Народна књижевност Срба из Војне крајине / Срби из Хрватске“.

Изложбу су приредили др. Бранислава Владић-Крстић, Зора Родић, Велибор Стојаковић, Вера Момчиловић-Шарац и Вјера Медић, док је каталог студија уредила Јасна Бјеладиновић-Јергић.

## Слике из Барање
У каталогу су објављене и четири фотографије из Барање:
- „Ступа и трлица за лан и конопљу; Кнежеви Виногради – Бели Манастир (Барања); 1929. Фото: П. Ж. Петровић“ (стр. 102)
- "Калдрма; Барања; 19. век" (138)
- „Момачка ношња из Поповца; Бели Манастир, Барања; инв. бр. 15114“ (стр. 187)
- „Женска ношња из Поповца; Бели Манастир, Барања; 1935; преузето од М. С. Влаховића, инв. бр. 15116.“ (стр. 194)